# Riegersburg
Riegersburg is een gemeente in de Oostenrijkse deelstaat Stiermarken, gelegen in het district Südoststeiermark. De gemeente heeft ongeveer 4636 inwoners.

## Geografie
Riegersburg heeft een oppervlakte van 71,2 km². De gemeente ligt in het zuidoosten van de deelstaat Stiermarken en ligt dicht bij de Hongaarse en Sloveense grens.
Bad Gleichenberg · Bad Radkersburg · Deutsch Goritz · Edelsbach bei Feldbach · Eichkögl · Fehring · Feldbach · Gnas · Halbenrain · Jagerberg · Kapfenstein · Kirchbach-Zerlach · Kirchberg an der Raab · Klöch · Mettersdorf am Saßbach · Mureck · Paldau · Pirching am Traubenberg · Riegersburg · Sankt Anna am Aigen · Sankt Peter am Ottersbach · Sankt Stefan im Rosental · Straden · Tieschen · Unterlamm
- Gemeinsame Normdatei: 4049976-5
- Library of Congress Control Number: no2014050577
- MusicBrainz: 5ad2f0d9-2102-4d0a-ba7a-5471a54169c1
- Virtual International Authority File: 234245246